# Троцькі (нащадки Кирила Троцького)
Троцькі (пол. Trocki, рос. Троцкие) — козацько-старшинський, а пізніше дворянський рід. 

## Походження
Нащадки новомлинського міщанина Трохима (Троця). В останнього було троє синів зокрема наймолодший новомлинський сотник Кирило Троцький.
Один з онуків Кирила Трохимовича — підполковник і головний командир Лебединської інвалідної команди Григорій Петрович Троцький одружився з донькою чернігівського полкового судді Катериною Тимофіївною Сенютою, заснувавши гілку Троцьких-Сенютовичів.

## Опис герба
У червоному полі жовта тура (Лодзя). 
Нашоломник: три павиних пера, обтяжених подібної ж турою.

## Родова схема
Трохим (Троць) (*середина — †2-га пол. XVII ст.)
- Федір Трохимович (*середина — †2-га пол. XVII ст.)[2]
- Григорій Трохимович (*? — †бл. 1709)[3]
- Кирило Трохимович (Тротченко) (*? — †до 1740)[4]